# Vatry
 Vatry  es una población y comuna francesa, en la región de Champaña-Ardenas, departamento de Marne, en el distrito de Châlons-en-Champagne y cantón de Écury-sur-Coole.

## Demografía
| 126 | 114 | 108 | 120 | 105 | 102 |
| Para los censos de 1962 a 1999 la población legal corresponde a la población sin duplicidades (Fuente: INSEE [Consultar]) |     |     |     |     |     |

## Transporte
El aeropuerto de Châlons-Vatry, situado en Vatry, es un importante nodo de carga aérea internacional. Antigua base aérea, el aeropuerto cuenta con varias servicios de aerolíneas de bajo coste.